# センダイウイルス
センダイウイルス (Sendai virus) は、パラミクソウイルス科レスピロウイルス属のウイルスの一種。 Sendai virus から SeV、 または Hemagglutinating Virus of Japan の略で HVJ と略される。正式名称をマウスパラインフルエンザ1型ウイルスと言い、マウスやラットに感染し肺炎を引き起こす。1本鎖RNAを遺伝子として持ち、全ゲノム配列は1980年代に決定された。
1952年（昭和27年）、新生児肺炎の流行の際に、患者の剖検肺乳剤をマウスに経鼻接種したことにより分離された。1953年（昭和28年）、東北大学医学部（宮城県仙台市）の石田名香雄によって発見され、発見地の都市名にちなんで「センダイウイルス」と命名された。赤血球の溶血を引き起こすことは知られていたが、1957年（昭和32年）、大阪大学教授の岡田善雄によって異種の細胞を融合させる作用があることが発見され、オックスフォード大学のHenry Harrisがセンダイウイルスを使って人間とマウスのキメラ細胞を初めて作成するなど、バイオテクノロジーの分野で注目を集めることになった。現在でも宿主域が広く細胞傷害性の低いベクターとして分子生物学の実験に盛んに用いられている。